# Phyton
Phyton (voller Name Phyton - Annales Rei Botanicae, IPNI-Kürzel Phyton (Horn)) ist eine internationale Fachzeitschrift für Botanik. Sie wurde 1948 von Friedl Weber und Felix Joseph Widder (beide Universität Graz) gegründet und erscheint mit 2 Ausgaben pro Jahr. Chefredakteur ist Christian Scheuer (Stand April 2023).

## Inhaltliche Ausrichtung
Phyton veröffentlicht Beiträge aus allen Feldern der Pflanzenkunde. Dabei liegt der Fokus auf Veröffentlichungen, die über die verschiedenen Spezialfelder der Pflanzenkunde übergreifen.

## Verfügbarkeit
Phyton wird im Verlag Ferdinand Berger & Söhne (Horn) veröffentlicht. Ausgaben älter als 10 Jahre sind in ZOBODAT verfügbar. Seit Band 57 (2017) wird es auch parallel online veröffentlicht.